# The Palpitations
The Palpitations (Englisch für Herzklopfen) war eine kurzlebige britische Rockband, die Eric Clapton 1973 bei seinen beiden Auftritten im Londoner Rainbow Theater begleitete. Die Aufnahmen wurden unter dem Titel Eric Clapton’s Rainbow Concert veröffentlicht.

## Entstehung
Clapton war zu dieser Zeit heroinabhängig. Seine Freunde und der Vater seiner Freundin, Lord Harlech, versuchten, ihn weg von den Drogen und auf die Bühne zurückzubringen. Der Lord überredete Pete Townshend von The Who, die beiden Konzerte für Clapton zu organisieren. Townshend trommelte die Elite des britischen Rock zusammen, und die Band nannte sich The Palpitations. Dazu gehörten neben Clapton (Gitarre, Gesang) und Townshend (Gitarre, Gesang) noch Steve Winwood (Keyboards, Gesang), Ron Wood (Gitarre), Ric Grech (Bass), Jim Capaldi (Schlagzeug), Jim Karstein (Schlagzeug) und Reebop Kwaku Baah (Perkussion).